# Blok Bengkel
Blok Bengkel is een bestuurslaag in het regentschap Pidie van de provincie Atjeh, Indonesië. Blok Bengkel telt 731 inwoners (volkstelling 2010).